# UNITY (meidengroep)
UNITY is een Nederlandse meidengroep bestaande uit Naomi Traa, Maud Noordam, Jayda Monteiro da Silva en Demi van den Bos. 
Op 26 september 2020 won UNITY het Junior Songfestival (zonder Demi van den Bos: zij was positief getest op corona en mocht niet meedoen). Daardoor mochten zij Nederland vertegenwoordigen op het Junior Eurovisiesongfestival 2020. Zij werden met het liedje Best Friends vierde van de twaalf deelnemers met 132 punten, slechts één punt minder dan Spanje, dat als derde eindigde.
Het lied kreeg als opvolger Have My Heart, dat de eerste plaats in de Kids Top 20 bereikte. In augustus 2021 kwam het derde nummer met de titel We staan aan uit, dat eveneens de eerste plaats in de Kids Top 20 bereikte. In december 2021 verscheen de kerstsingle Christmas. In april 2022 kwam de single Light It Up uit en in juni 2022 de single Let's Go on a Vacay. Ook deze laatste single bereikte de eerste plaats in de Kids Top 20. Daarnaast brachten ze in 2023 twee nummers uit, namelijk "Geheim" en "Denk je dan aan mij?". In december 2023 gaven ze een kerstconcert in Amsterdam met een paar gastartiesten. In februari 2024 verscheen hun nieuwste nummer Hoe het toen was.

## Discografie

### Singles
- 2020 - Best Friends
- 2020 - Most Girls (cover)
- 2021 - Have My Heart
- 2021 - Ding-a-dong (cover)
- 2021 - We staan aan
- 2021 - Christmas
- 2022 - Light It Up
- 2022 - Let's Go on a Vacay
- 2022 - Allermooiste tijd
- 2023 - Geheim
- 2023 - Denk je dan aan mij?
- 2023 - Slapen doen we later (met Love Piet)
- 2024 - Hoe het toen was
- 2024 - Bailamos (met Mixed Up & Luna Sabella)
- 2024 - Hier en nu met jou
- 2024 - Dochter van m'n vader
- 2024 - Laat je leven een film zijn (i.s.m. Cultuur en Kunst)
- 2025 - Oude mercedes

2003: Roel ·
2004: Klaartje & Nicky ·
2005: Tess ·
2006: Kimberly ·
2007: Lisa, Amy & Shelley ·
2008: Marissa ·
2009: Ralf ·
2010: Anna & Senna ·
2011: Rachel ·
2012: Femke ·
2013: Mylène & Rosanne ·
2014: Julia ·
2015: Shalisa ·
2016: Kisses ·
2017: FOURCE ·
2018: Max & Anne ·
2019: Matheu ·
2020: UNITY ·
2021: Ayana ·
2022: Luna Sabella ·
2023: Sep & Jasmijn ·
2024: Stay Tuned